# Q타로
Q타로는 오바케의 Q 타로의 주인공이다.

## 개요 및 특징

### 만화오바케의 Q 타로에 있어서의 오바케
오바케의 Q 타로(이하 "본작")의 오바케는 하나의 종족이다. 하늘을 날고(그의 경우 최고 시속 40km, 한 번에 50km까지 날라간다), 사라지고(자신의 모습을 감추는 것), 벽을 뚫고, 힘도 비교적 강하고, 동물과 대화가 가능하고, 변신하는(이것은 학습하지 않으면 잘 안된다) 등 특수 능력을 가지고 있다.
한 때 인간과 지상에서 공존하고 있었지만 인간이 진보함에 따라 한가로이 가게에서 거짓말을 하거나 사람을 훼손할 수 없게 된 오바케는 곤욕을 치르고 갔다. 둔갑을 해서 인간을 위협하기도 했지만(인간계에 전해지는 여러 가지 요괴는 이것이 기반이 된다) 마침내 구름에 오바케의 나라를 세워 숨어 살게 되었다.

### 특징
오바Q의 주인공이다. 호칭은 Q짱. 대나무 덤불에서 태어났으며 알에서 부화할 당시에는 3개의 머리카락이 아니었다. 오바케이다. 오오하라네 집에 살면서 항상 쇼타와 행동을 같이 하는 친구 사이이다. 오이를 먹고 전기 주전자를 비워 버리는 등 장난을 해서 쇼타의 엄마에게 혼나는 경우가 자주 있다. 머리는 그리 좋지 않지만 때때로 가출을 계획하고 집을 나간다. 하지만 곧 다시 돌아온다. 신장 111cm이다. 개를 무서워하지만 개를 돌보기도 한다. 머리카락 길이는 15cm이다. 1작의 최종화에서는 다시 오바케의 세계로 돌아갔다. "도라에몽"의 등장에 대해서는 후술.

## 작화에 대해서
작화는 후지코 F. 후지오가 담당했다.